# Алвару Фернандіш
Áлвару Фернандіш (порт. Álvaro Fernandes) — португальський мореплавець, дослідник і работорговець XV століття з Мадейри, який був капітаном на службі португальського принца дона Енріке Мореплавця. Здійснив два важливих плавання у 1445 і 1446 роках, які розширили межі відкритого Португалією західноафриканського узбережжя, ймовірно, аж до північних прикордонних територій сучасної Гвінеї-Бісау.
Досягнення Алвару Фернандіша по проходженню вздовж узбережжя Африки (мис Роксо), здійснені ним у плаваннях 1445-46 рр., не були перевершені європейцями ще протягом десяти років, аж до подорожі Альвізе Кадамосто в 1456 році.

## Біографія
Алвару Фернандіш був племінником Жуана Гонсалвіша Зарку, першовідкривача Мадейри. Фернандіш виховувався (як паж або сквайр) при дворі португальського принца Енріке Мореплавця. Дати народження і смерті, а також інформація про деталі життя не відомі.

## Передумови
У 1443 році Нуну Тріштан, один з капітанів принца Енріко, відкрив затоку Арґен (сучасна Мавританія), на островах якої було виявлено багато невеликих рибальських селищ берберів Санджая — це були перші людські поселення, які зустріли португальці на африканському узбережжі після проходження мису Бохадор десять років раніше. Повернення Нуну Тріштана до Лагошу з першою партією африканських рабів, яких вдалось легко і безпечно полонити в цій затоці, заохотило інших португальських торговців, котрі побачили в полюванні на рабів у цих беззахисних поселеннях привабливу можливість легкої наживи. В 1444—1446 роках організований приватними особами потік морських рейдів майже спустошив Арґенську затоку, в результаті чого більшість місцевого населення затоки було захоплено і доправлено в Португалію в якості рабів.
Одна з таких експедицій по захопленню рабів була організована капітанами-донатаріо з Мадейри, які спорядили невеликий флот із трьох каравел. Одна з каравел була споряджена Жуаном Гонсалвішом Зарку (капітаном-донатаріо Фуншала з півдня Мадейри), який доручив управління цим кораблем своєму племіннику Алвару Фернандішу. Другим кораблем командував Тріштан Ваш Тейшейра (капітан-донортаріо Машіку з північної Мадейри), а третім — Алвару де Орнелас.
Португальський літописець XV століття Гоміш Іаніш де Зурара стверджував, що Алвару Фернандіш отримав особистий наказ від принца Енріке уникати по дорозі будь-яких набігів за рабами, а прямувати прямо до «Країни Чорних» виключно з метою здійснення дослідження африканського узбережжя. Однак це здається маловірогідним, враховуючи дії інших капітанів та подальший перебіг подій. Безлюдні острови Мадейри саме перебували в процесі колонізації і конче потребували рабської праці, тож дуже ймовірно, що флот з Мадейри вирушив саме із метою захоплення рабів в Арґенській затоці.

## Плавання 1445 року
Флот Мадейри дістався лише до мису Блан, коли два кораблі (Тріштан Ваш Тейшейри та Орнеласа) вирішили повернути назад. Можливо, це сталося через погану погоду або, через те, що вони прочитали записку, залишену на дерев'яному хресті на мисі Блан, капітаном і работорговцем Антаном Гонсалвішем, в якій він попереджав португальських капітанів, що острови Арґенської затоки були вже спустошені работорговцями, а решта населення втекла у глибину континенту, і їм слід спробувати шукати здобич в інших місцях. Відомо, що Орнелла здійснив набіг на Канарський острів Ла-Пальма і захопив там в якості рабів місцевих гуанчів.. Ймовірно, саме на мисі Блан Алвару Фернандіш вирішив розлучитися з іншими кораблями флотилії і самостійно рушити на південь та спробувати щастя в "країні Гвінеїв " (загальний термін для темношкірих народів, що мешкали південніше річки Сенегал), про відкриття якої повідомили нещодавно капітани принца Енріке Нуно Тріштан та Дініш Діаш.

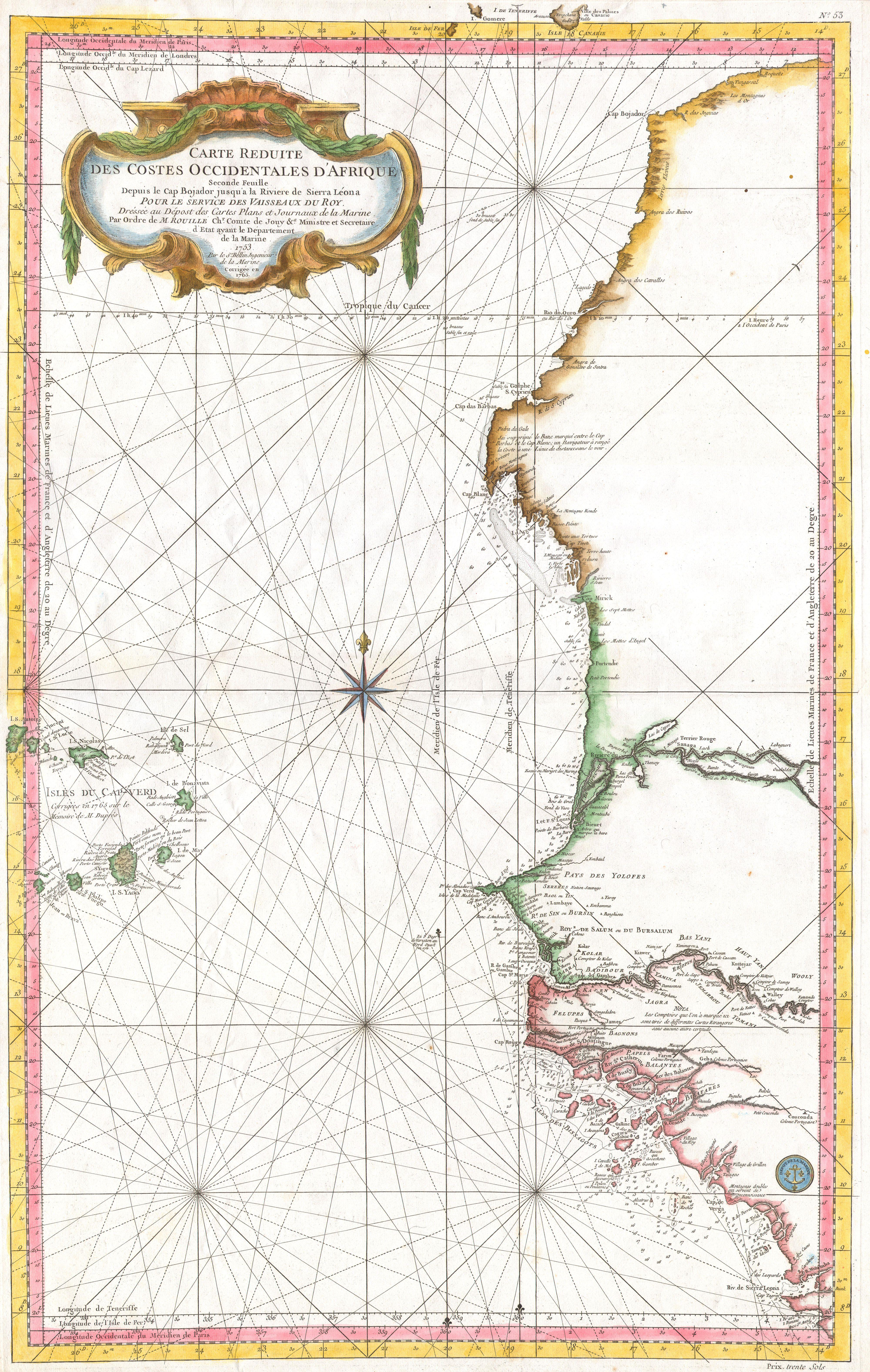
Морська карта узбережжя Західної Африки, прибл. 1765

Пройшовши повз Арґен без зупинок, Алвару Фернандіш попрямував далі на південь, досягнувши гирла річки Сенегал. Він зупинився там лише на стільки часу, скільки потрібно було, щоб наповнити дві діжки річковою водою. Ймовірно, Фернандіш не намагався полювати за рабами на Сенегалі, оскільки Дініш Діаш роком раніше здійснив тут напад на пірогу з тубільцями, тож місцеве населення Волоф, знало про агресивні наміри португальських каравел і було насторожі.
Алвару Фернандіш пройшов вздовж африканського узбережжя до мису Зеленого мису (мис. Кабо-Верде), найдальшої точки, до якої дійшов Дініш Діаш в попередньому році. Невідомо, чи Діаш насправді проходив за сам мис. Якщо ні, то Алвару Фернандіш, імовірно, став першим європейцем, що оминув мис і зайшов в Дакарську затоку (Angra de Bezeguiche). Фернандіш став на якір біля острова Безегіче (острів Горе), який виявився безлюдним, проте на ньому мешкало багато диких козлів, на яких екіпаж полював заради їжі. Зурара повідомляє, що Фернандіш залишив свій знак на острові, вирізавши на стовбурі дерева лицарський девіз принца Енріко Мореплавця Talent de bien faire («Спраглий на добрі справи»).
Під час стоянки на острові, пара каное (по п'ять чоловіків у кожному) з тубільцями з материка (ймовірно з народностей Волоф або Лебу) підпливла до каравели. Перша зустріч пройшла досить гладко — обмінювались жестами, що виражали мирні наміри, а декілька тубільців навіть піднялись на борт, де португальці пригостили їх їжею та напоями, після чого ті повернулись назад на своїх каное на материк. Підбадьорені повідомленням про першу мирну зустріч, ще шість каное з тубільцями вирушили до каравели. Але цього разу Алвару Фернандіш вирішив влаштувати засідку і підготував човен із озброєними людьми, приховав його за протилежною стороною каравели. Коли каное з тубільцями наблизились до каравели, Фернандіш подав сигнал і човен з озброєними людьми виплив назустріч каное. Тубільці негайно почали розвертати каное, щоб повернутися до берега, але португальському човну вдалось наздогнати найближче каное африканців. Побачивши, що шлях каное до відступу відрізано, тубільці почали стрибати за борт в спробі дістатись берега вплав. Португальцям вдалось схопити двох плавців, але вони вчинили такий відчайдушний спротив, що поки їх полонили і підкорили, усі решта благополучно дісталися до материка.

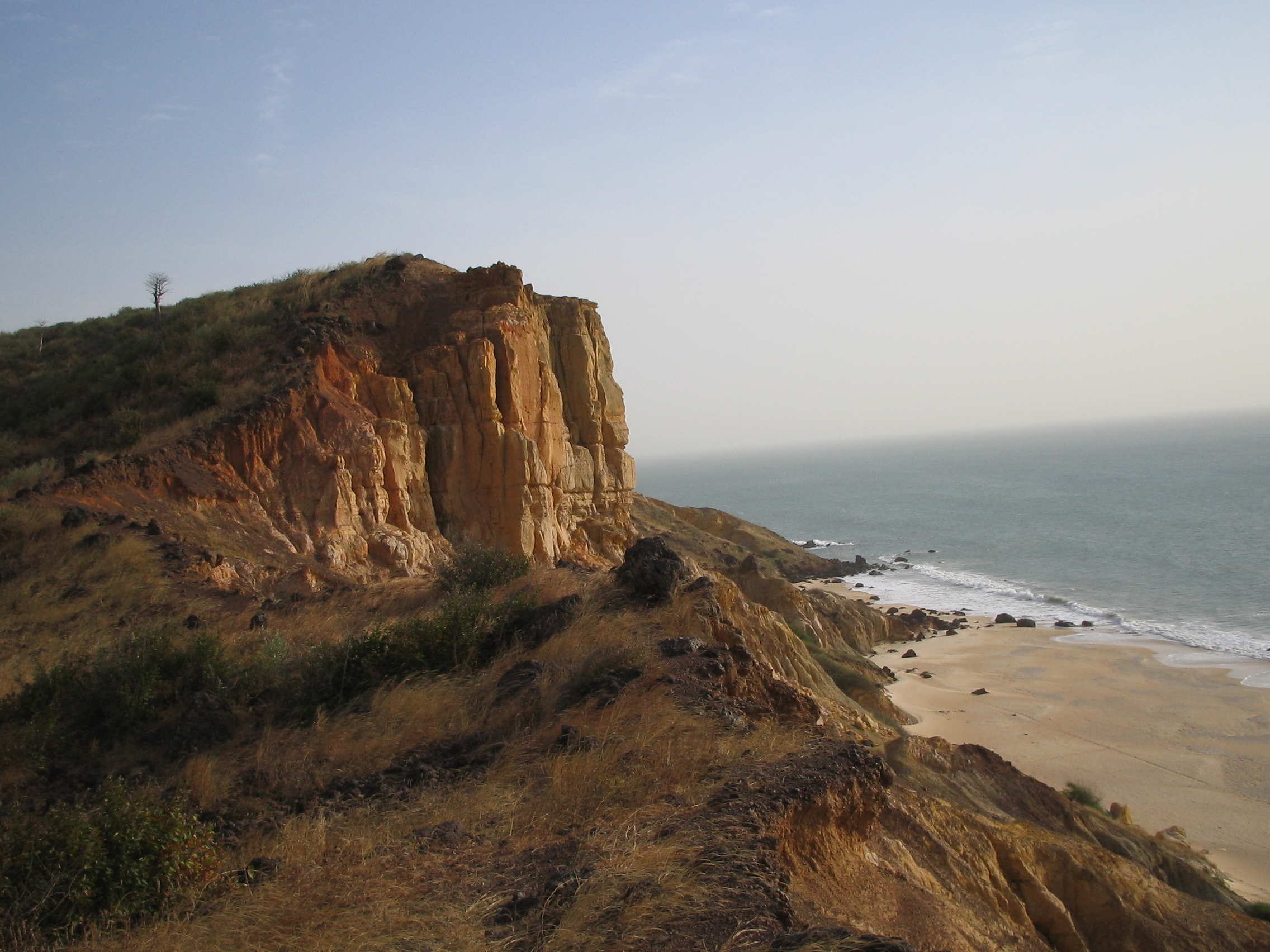
Скелі Попенгін, що висяться безпосередньо над мисом Щогл (Cap de Naze), найдальша точка, до якої дістався Алвару Фернандіш в 1445 році

Засідка дала лише двох полонених до того ж підняла тривогу на материковому березі. Оскільки елемент несподіванки зник, Алвару Фернандіш не побачив сенсу залишатися і залишив затоки Безегіче. Він ще трохи просунувся на південь вздовж узбережжя, поки не досяг помітної скелі, яку він назвав Cabo dos Mastos («Мис Щогл»), за чисельні сухі та голі стовбури дерев, які нагадували скупчення корабельних щогл (тепер мис Naze, 14°32′14″ пн. ш. 17°6′14″ зх. д. / 14.53722° пн. ш. 17.10389° зх. д.). Фернандіш відправив загін на розвідку цієї території. Вони натрапили на невеличку групу з чотирьох тубільних мисливців (можливо, Серер) поблизу, і спробували захопити їх зненацька, але мисливці зуміли врятуватися і втекти від португальців.
Після цього Алвару Фернандіш повернувся до Португалії, з трофеями, які складались лише з двох полонених з острова Безегіче, бочки води з річки Сенегал та покинутою зброю мисливців. Його агресивні дії сполошили населення навколо затоки Безегіче. Наступні португальські кораблі, які прибули в цей район через кілька місяців — великий флот з мисливцями за рабами під проводом Лансароте-де-Фрейтас — зустрілись з градом стріл і отруєних дротиків і покинули затоку ні з чим.
Незважаючи на незадовільні результати полювання на рабів, Алвару Фернандіш під час цього плавання дістався далі вздовж ариканського узбережжя, ніж будь-який попередній португальський капітан, встановивши мис щогл як найдальший досягнутий рубіж. За це він та його дядько (Жуан Зарку) були нагороджені принцом Енріке.

## Плавання 1446 року
Алвару Фернандіш знову вирушив на каравелі в 1446 році, цього разу за прямим наказом від принца Енріке. Фернандіш попрямував прямо до найдальшої точки, до якої він дійшов минулого року (Cabo dos Mastos) де висадив на берег розвідку, але, не знайшовши нікого, продовжив плавання далі. У певній точці португальці помітили місцеве прибережне селище і висадили групу, яку зустрів збройний загін тубільців (ймовірно, Серер), які були рішуче налаштовані захищати свої домівки. Алвару Фернандіш на початку зустрічі вбив якогось місцевого вождя, змусивши решту місцевих воїнів ненадовго припинити бій. Португальський десант скористався цією паузою, щоб повернутися до свого корабля.

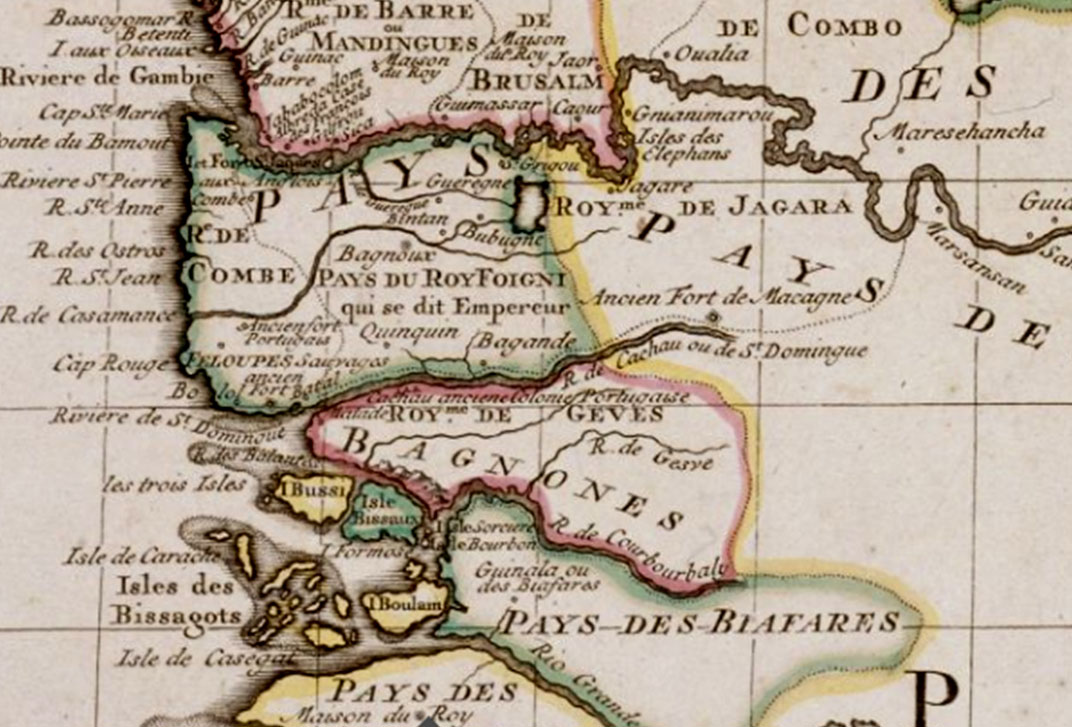
Околиці річки Казаманс, з французька карта прибл. 1726 р.

Трохи відпливши, наступного дня португальці захопили біля берега двох молодих місцевих жінок, що збирали молюсків. Каравела відновила плавання і продовжувала рух «на певну відстань», поки не дійшла до великої річки, яка в літописах названа як «Ріо-Табіте» (див. нижче). Незважаючи на те, що Фернандіш, мабуть, знав про нещодавню загибель Нуно Тріштана в аналогічній річковій виправі, він тим не менш вирішив відправити загін для дослідження верхів'я. Перший човен пристав до берегу біля декількох місцевих хиж, де вони швидко схопили тубільну жінку та доставили її на каравелу. Наступний човен не ще не встиг відпливти далеко, коли натрапив на чотири-п'ять місцевих каное з озброєними людьми. Фернандіш негайно розвернув човен і поспішив назад до каравели з переслідувачами на хвості. Португальці врятувалися, але сам Алвару Фернандіш був важко поранений у ногу отруєною стрілою, випущеною з одного з каное. Опинившись на борту корабля, він продезінфікував рану сечею та оливковою олією. Алвару пролежав з гарячкою кілька днів, на межі смерті, але одужав.
Незважаючи на майже фатальний досвід, каравела ще трохи пройшла на південь, поки не дійшла до піщаного мису та великої піщаної затоки. Вони відправили невеликий човен, щоб дослідити місцевість поблизу пляжу, але виявили близько 120 тубільців, озброєних щитами, ассегаями та луками, що прямували їм на зустріч. Дослідники негайно повернулися до каравели. Тим не менше, озброєна група тубільців демонструвала на пляжі, здається, мирні наміри — махала руками і запрошувала португальців на берег. Але з огляду на хворобливий стан Фернандіша і сумний досвід попередньої зустрічі, було прийнято рішення залишити цю територію та відплисти назад до Португалії.
Зворотньою дорогою Фернандіш зупинився біля острова Арґен, де вони домовились з работоргівцями-берберами про придбання чорношкірої рабині. Після прибуття в Португалію, Алвару Фернандіш був щедро винагороджений принцем Енріке який надав йому 100 дублонів і регентом Педру Коїмбрським, який додав від себе ще 100, за те, що заплив далі, ніж будь-який інший португальська капітан до цього часу.

## Досягнута межа плавання
З усіх капіталів Енріко 1440-х років Алвару Фернандіш, здається, просунувся найдалі. Майже напевно, що в своїй першій експедиції (1445 р) Алвару Фернандіш перевершив досягнення усіх інших чисельних португальських кораблів, що плавали до африканського узбережжя того року і став першим європейцем, який висадився на острові Bezeguiche (острів Горе, в затоці Дакар) і дістався аж до мису Щогл (Cape Naze) в центральній частині Сенегалу.
Крайня межа другої подорожі (1446 р.) є більш невизначеною. Зурара повідомляє, що Фернандіш проплив аж 110 ліг за мис Кабо-Верт. Якщо дані Зурари відповідають дійсності, це означало б, Фернандіш досяг околиць мису Верга (10°12′16″ пн. ш. 14°27′13″ зх. д. / 10.20444° пн. ш. 14.45361° зх. д., в сучасній Гвінеї), неймовірне просування, порівняно з його останнім досягненням. Літописець Жоан де Баррос йде ще далі, ідентифікуючи річку, по якій піднімався Фернандіш, як «Ріо-Табіте». Точна ідентифікація «Ріо-Табіте» невідома, оскільки ця назва не зустрічається на старих картах. Баррос лише зазначає, що Ріо-Табіте знаходиться на 32 ліги за «Ріо-де-Нуно-Трістан». Якщо припустити, що останньою є річка Нуньєс (в сучасній Гвінеї), тоді «Ріо-Табіте» треба ідентифікувати як р. Форекаріа (9°16′57″ пн. ш. 13°20′10″ зх. д. / 9.28250° пн. ш. 13.33611° зх. д.) в сучасній Гвінеї, і припустити, що Фернандіш проплив аж 135 ліг за мис Кабо-Верт, тобто навіть більше, ніж 110 ліг, вказані Зурарою. З іншого боку, віконт Сантарем в своїх примітках до першого видання хроніка Зурари ототожнив Ріо-Табіте з Ріо-ду-Лагу (річка Діомбос, в дельті Сіне-Салума, Сенегал), лише за 24 ліги від Кабо-Верту. Однак р. Діомбос є головною кандидатурою для місця смерті самого Нуну Тріштана. Якщо вона є також найдальшою точкою, досягнутою і Фернандішем, то це заперечує твердження останнього про те, що він перевищив найдальше досягнення Нуну Трістана на багато ліг. Ріо-Табіте також намагались ототожнювали з річкою Гамбія, хоча це припущення не знайшло значної підтримки з тієї ж самої причини, оскільки вона знаходиться надто близько до останнього місця, досягнутого Трістаном.
Сучасні історики вважають, що і Зурара, і Баррос сильно перебільшили, стверджуючи, що Алвару Фернандіш дійшов до сучасної Гвінеї. Зокрема, малоймовірно, що він проплив повз величезне гирло річки Геба, численні острови Біжагош та інші помітні місця та миси не досліджуючи їх або, принаймні, не згадавши про них в свої звітах. Більше того, Зурара стверджує, що на всьому шляху Фернандіша від Кабо-Верт «узбережжя, як правило, тягнеться на південь», таким чином виключаючи найдальші припущення (узбережжя стабільно тягнеться на південний схід вже після мису Рохо, що на кордоні сучасного Сенегалу і Гвінеї-Бісау).
Розглядаючи різні аргументи, Тейшейра да Мота робить припущення, що «Ріо-Табіте» по якій піднімався Фернандіш є, ймовірно, річкою Казаманс (12°33′7″ пн. ш. 16°45′50″ зх. д. / 12.55194° пн. ш. 16.76389° зх. д., сучасний Сенегал) а низький мис та піщана бухта, що були кінцевою точкою його плавання є місцина навколо мису Варела (12°17′01″ пн. ш. 16°35′25″ зх. д. / 12.28361° пн. ш. 16.59028° зх. д., трохи нижче мису Roxo, на північному кордоні сучасної Гвінеї-Бісау). Це означає, що Фернандіш справді проплив 50 ліг (а не 110) за Кабо-Верт. Тим не менш, ця точка все ще залишається найвіддаленішим пунктом, досягнутим португальськими мандрівниками 1440-х років.
Єдиним проблемним моментом в гіпотезі щодо кандидатури р. Казаманс є використання отруєних стріл, що було поширеним серед народів Серер, Німонінка та Мандінка в районі Салоум-Гамбія, але не серед людей Діола (Felupes) з Казаманси. Але історики сумніваються, чи дійсно Фернандіша взагалі поранили отруєною, а не традиційною стрілою, яка могла занести в рану звичайну інфекцію. Сам факт його виживання свідчить про те, що стріла не була отруйною, як і той факт, що жоден інший моряк не повідомляв про схожі поранення. (Це різко контрастує з долею Нуно Тріштана та його екіпажу в річці Діомбос в тому ж році, де десяток чоловіків впали замертво незабаром після поранення отруйними стрілами Ніомінка). Враховуючи долю Тріштана, Зурара, можливо, просто припустив, що всі племена на південь від Кабо-Верде використовували отруту.)
Інше питання — чому Діола напали на каравелу Фернандіша на річці Казаманса, якщо вони не були знайомі з португальцями. Тейшейра да Мота вказує, що, імовірно викрадення жінки на березі налаштувало мешканців річки вороже до португальців, оскільки їх войовниче ставлення різко контрастує з поведінкою людей Діола з пляжу поблизу мису Варела, святковий прийом яких і привітання з узбережжя португальських кораблів свідчать про те, що вони до цього майже нічого не чули про португальських мисливців за рабами.
На жаль, Зурара нічого не повідомляє про топографічні назви, присвоєні Алвару Фернандішом під час його другої подорожі, а неточні величини («кілька днів», «певна відстань») не дуже допомагають, залишаючи кінцевий висновок досі відкритим для обговорення. Єдине, що можна стверджувати напевно — це те, що Фернандіш заплив в 1446 році далі за межі свого минулорічного досягнення, і що це буде залишатися рекордною відстанню, пройденою португальськими дослідниками ще протягом цілого десятиліття. Досягнення Фернандіша буде перевершене лише у 1456 році, венеціанським дослідником на службі принца Енріке Альвізе Кадамосто. В своєму звіті про плавання Кадамосто оголосив про відкриття ним річки Казаманс і назвав її на честь місцевого короля (манси) Кази (майже вимерлого народу, пов'язаного з народом Байнук).